# عدبس
عدبس (به عربی: عدبس) یک منطقهٔ مسکونی در سوریه است که در استان حماه واقع شده‌است.

## خصوصیات
عدبس  ۹۳۳ نفر جمعیت دارد.